# Summer World University Games 2025/Volleyball
Bei den Summer World University Games 2025 wurden in Berlin 2 Turniere im Volleyball ausgetragen.

## Bilanz

### Medaillenspiegel
| Platz  | Land      | 00 | 00 | 00 | Gesamt |
| ------ | --------- | -- | -- | -- | ------ |
| 1      | Italien   | 1  | –  | 1  | 2      |
| 2      | Polen     | 1  | –  | –  | 1      |
| 3      | Brasilien | –  | 1  | 1  | 2      |
| 4      | Japan     | –  | 1  | –  | 1      |
| Gesamt | Gesamt    | 2  | 2  | 2  | 6      |

### Medaillengewinner
| Disziplin | Gold | Silber | Bronze |
| --------- | --- | --- | --- |
| Frauen    | ItalienBeatrice Gardini Oghosasere Omoruyi Alice Tanase Martina Armini Matilde Munarini Benedetta Sartori Katja Eckl Giorgia Frosini Adhuoljok Malual Rachele Morello Alice Nardo Chidera Eze          | JapanNatsumi Kodama Rino Takizawa Akane Abe Niina Kumagai Haruka Oyama Satsuki Nakagawa Saki Ishikura Rina Yamaji Ameze Miyabe Rin Honda Emili Iiyama Ayaka Satō                                              | BrasilienAna Luiza Bento Geovanna Caetano Rodrigues Kelly Gomes de Souza Kenya Malachias Sabrina Leandro Groth Camila Mesquita dos Santos Lanna Gabriella Gomes Machado Larissa Besen Rosely Evaristo Nogueira Mariana Brambilla Emanuelle dos Santos de Moura Carolina Grossi de Souza Santos |
| Männer    | PolenAntoni Kwasigroch Daniel Popiela Seweryn Lipiński Aliaksei Nasevich Dawid Pawlun Marcel Hendzelewski Remigiusz Kapica Kajetan Kubicki Jordan Zaleszczyk Piotr Śliwka Maciej Czyrek Michał Gierżot | BrasilienLeonardo de Oliveira Geovane Kuhnen Guilherme Amorim Guilherme Sabino Matheus Costa Luiz Evangelista Samuel Carazzai Gustavo Cardoso Gabriel Gonçalves Paulo Ferreira Gabriel Viriato Pietro Pereira | ItalienNicola Cianciotta Federico Crosato Damiano Catania Mattia Bonifante Alessandro Fanizza Tommaso Guzzo Tommaso Barotto Francesco Sani Francesco Comparoni Andrea Truocchio Giulio Magalini Mattia Orioli                                                                                  |

## Frauenturnier

### Vorrunde

#### Gruppe A
| Platz | Nation      | Sp. | S | N | Sätze | Punkte |
| ----- | ----------- | --- | - | - | ----- | ------ |
| 1     | Deutschland | 3   | 3 | 0 | 9:0   | 9      |
| 2     | China       | 3   | 2 | 1 | 6:3   | 6      |
| 3     | Mongolei    | 3   | 1 | 2 | 3:7   | 3      |
| 4     | Argentinien | 3   | 0 | 3 | 1:9   | 0      |

| Datum    | Zeit  | Halle                       | Begegnung   | Begegnung | Begegnung   | Ergebnis |
| 16. Juli | 10:00 | Große Sporthalle Sportforum | China       | –         | Mongolei    | 3:0      |
| 16. Juli | 13:00 | Max-Schmeling-Halle         | Argentinien | –         | Deutschland | 0:3      |
| 17. Juli | 17:00 | Max-Schmeling-Halle         | Deutschland | –         | Mongolei    | 3:0      |
| 17. Juli | 17:00 | Ballsporthalle Köpenick     | Argentinien | –         | China       | 0:3      |
| 18. Juli | 11:00 | Große Sporthalle Sportforum | Mongolei    | –         | Argentinien | 3:1      |
| 18. Juli | 20:00 | Große Sporthalle Sportforum | China       | –         | Deutschland | 0:3      |

#### Gruppe B
| Platz | Nation     | Sp. | S | N | Sätze | Punkte |
| ----- | ---------- | --- | - | - | ----- | ------ |
| 1     | Japan      | 3   | 3 | 0 | 9:0   | 9      |
| 2     | Tschechien | 3   | 2 | 1 | 6:6   | 5      |
| 3     | Frankreich | 3   | 1 | 2 | 5:6   | 4      |
| 4     | Chile      | 3   | 0 | 3 | 2:9   | 0      |

| Datum    | Zeit  | Halle                       | Begegnung  | Begegnung | Begegnung  | Ergebnis |
| 16. Juli | 10:00 | Max-Schmeling-Halle         | Japan      | –         | Frankreich | 3:0      |
| 16. Juli | 13:00 | Große Sporthalle Sportforum | Chile      | –         | Tschechien | 1:3      |
| 17. Juli | 11:00 | Ballsporthalle Köpenick     | Japan      | –         | Chile      | 3:0      |
| 17. Juli | 14:00 | Ballsporthalle Köpenick     | Frankreich | –         | Tschechien | 2:3      |
| 18. Juli | 11:00 | Horst-Korber-Sportzentrum   | Chile      | –         | Frankreich | 1:3      |
| 18. Juli | 14:00 | Horst-Korber-Sportzentrum   | Tschechien | –         | Japan      | 0:3      |

#### Gruppe C
| Platz | Nation    | Sp. | S | N | Sätze | Punkte |
| ----- | --------- | --- | - | - | ----- | ------ |
| 1     | Brasilien | 3   | 3 | 0 | 9:3   | 8      |
| 2     | Polen     | 3   | 2 | 1 | 8:3   | 7      |
| 3     | Spanien   | 3   | 1 | 2 | 4:6   | 3      |
| 4     | Indien    | 3   | 0 | 3 | 0:9   | 0      |

| Datum    | Zeit  | Halle                     | Begegnung | Begegnung | Begegnung | Ergebnis |
| 16. Juli | 10:00 | Ballsporthalle Köpenick   | Indien    | –         | Brasilien | 0:3      |
| 16. Juli | 13:00 | Ballsporthalle Köpenick   | Polen     | –         | Spanien   | 3:0      |
| 17. Juli | 11:00 | Max-Schmeling-Halle       | Indien    | –         | Polen     | 0:3      |
| 17. Juli | 14:00 | Max-Schmeling-Halle       | Brasilien | –         | Spanien   | 3:1      |
| 18. Juli | 17:00 | Horst-Korber-Sportzentrum | Polen     | –         | Brasilien | 2:3      |
| 18. Juli | 20:00 | Horst-Korber-Sportzentrum | Spanien   | –         | Indien    | 3:0      |

#### Gruppe D
| Platz | Nation             | Sp. | S | N | Sätze | Punkte |
| ----- | ------------------ | --- | - | - | ----- | ------ |
| 1     | Italien            | 3   | 3 | 0 | 9:0   | 9      |
| 2     | Chinesisch Taipeh  | 3   | 2 | 1 | 6:4   | 6      |
| 3     | Vereinigte Staaten | 3   | 1 | 2 | 4:6   | 3      |
| 4     | Australien         | 3   | 0 | 3 | 0:9   | 0      |

| Datum    | Zeit  | Halle                       | Begegnung          | Begegnung | Begegnung          | Ergebnis |
| 16. Juli | 10:00 | Horst-Korber-Sportzentrum   | Australien         | –         | Chinesisch Taipeh  | 0:3      |
| 16. Juli | 13:00 | Horst-Korber-Sportzentrum   | Vereinigte Staaten | –         | Italien            | 0:3      |
| 17. Juli | 20:00 | Max-Schmeling-Halle         | Australien         | –         | Vereinigte Staaten | 0:3      |
| 17. Juli | 20:00 | Ballsporthalle Köpenick     | Chinesisch Taipeh  | –         | Italien            | 0:3      |
| 18. Juli | 14:00 | Große Sporthalle Sportforum | Italien            | –         | Australien         | 3:0      |
| 18. Juli | 17:00 | Große Sporthalle Sportforum | Vereinigte Staaten | –         | Chinesisch Taipeh  | 1:3      |

### Finalrunde
| Viertelfinale                         | Viertelfinale                         | Viertelfinale                         |                                       |                                       | Halbfinale                            | Halbfinale | Halbfinale  |                  |                  | Finale           | Finale | Finale |
|                                       |                                       |                                       |                                       |                                       |                                       |            |             |                  |                  |                  |        |        |
| A1                                    | Deutschland                           | 3                                     |                                       |                                       |                                       |            |             |                  |                  |                  |        |        |
| C2                                    | Polen                                 | 1                                     |                                       |                                       |                                       |            |             |                  |                  |                  |        |        |
| 20. Juli, 17:00 – Max-Schmeling-Halle | 20. Juli, 17:00 – Max-Schmeling-Halle | 20. Juli, 17:00 – Max-Schmeling-Halle | A1                                    | Deutschland                           | 0                                     |            |             |                  |                  |                  |        |        |
|                                       |                                       |                                       |                                       | D1                                    | Italien                               | 3          |             |                  |                  |                  |        |        |
| D1                                    | Italien                               | 3                                     | 21. Juli, 17:00 – Max-Schmeling-Halle | 21. Juli, 17:00 – Max-Schmeling-Halle | 21. Juli, 17:00 – Max-Schmeling-Halle |            |             |                  |                  |                  |        |        |
| B2                                    | Tschechien                            | 0                                     |                                       |                                       |                                       |            | Endspiel    | Endspiel         | Endspiel         |                  |        |        |
| 20. Juli, 20:00 – Max-Schmeling-Halle | 20. Juli, 20:00 – Max-Schmeling-Halle | 20. Juli, 20:00 – Max-Schmeling-Halle | D1                                    | Italien                               | 3                                     |            |             |                  |                  |                  |        |        |
|                                       |                                       |                                       |                                       | B1                                    | Japan                                 | 1          |             |                  |                  |                  |        |        |
| B1                                    | Japan                                 | 3                                     | 23. Juli, 20:00 – Max-Schmeling-Halle | 23. Juli, 20:00 – Max-Schmeling-Halle | 23. Juli, 20:00 – Max-Schmeling-Halle |            |             |                  |                  |                  |        |        |
| D2                                    | Chinesisch Taipeh                     | 0                                     |                                       |                                       |                                       |            |             |                  |                  |                  |        |        |
| 20. Juli, 11:00 – Max-Schmeling-Halle | 20. Juli, 11:00 – Max-Schmeling-Halle | 20. Juli, 11:00 – Max-Schmeling-Halle | B1                                    | Japan                                 | 3                                     |            |             |                  |                  |                  |        |        |
|                                       |                                       |                                       |                                       | C1                                    | Brasilien                             | 2          |             | Spiel um Platz 3 | Spiel um Platz 3 | Spiel um Platz 3 |        |        |
| C1                                    | Brasilien                             | 3                                     | 21. Juli, 20:00 – Max-Schmeling-Halle | 21. Juli, 20:00 – Max-Schmeling-Halle | 21. Juli, 20:00 – Max-Schmeling-Halle | A1         | Deutschland | 1                |                  |                  |        |        |
| A2                                    | China                                 | 1                                     |                                       |                                       |                                       |            | C1          | Brasilien        | 3                |                  |        |        |
| 20. Juli, 14:00 – Max-Schmeling-Halle | 20. Juli, 14:00 – Max-Schmeling-Halle | 20. Juli, 14:00 – Max-Schmeling-Halle | 23. Juli, 17:00 – Max-Schmeling-Halle | 23. Juli, 17:00 – Max-Schmeling-Halle | 23. Juli, 17:00 – Max-Schmeling-Halle |            |             |                  |                  |                  |        |        |

## Männerturnier

### Vorrunde

#### Gruppe A
| Platz | Nation            | Sp. | S | N | Sätze | Punkte |
| ----- | ----------------- | --- | - | - | ----- | ------ |
| 1     | Brasilien         | 3   | 3 | 0 | 9:4   | 8      |
| 2     | Chinesisch Taipeh | 3   | 1 | 2 | 6:7   | 4      |
| 3     | Australien        | 3   | 1 | 2 | 6:7   | 4      |
| 4     | Portugal          | 3   | 1 | 2 | 5:8   | 2      |

| Datum    | Zeit  | Halle                       | Begegnung         | Begegnung | Begegnung         | Ergebnis |
| 17. Juli | 11:00 | Große Sporthalle Sportforum | Chinesisch Taipeh | –         | Australien        | 1:3      |
| 17. Juli | 14:00 | Große Sporthalle Sportforum | Brasilien         | –         | Portugal          | 3:1      |
| 18. Juli | 11:00 | Max-Schmeling-Halle         | Australien        | –         | Portugal          | 2:3      |
| 18. Juli | 14:00 | Max-Schmeling-Halle         | Chinesisch Taipeh | –         | Brasilien         | 2:3      |
| 19. Juli | 11:00 | Große Sporthalle Sportforum | Portugal          | –         | Chinesisch Taipeh | 1:3      |
| 19. Juli | 17:00 | Große Sporthalle Sportforum | Brasilien         | –         | Australien        | 3:1      |

#### Gruppe B
| Platz | Nation     | Sp. | S | N | Sätze | Punkte |
| ----- | ---------- | --- | - | - | ----- | ------ |
| 1     | Japan      | 2   | 2 | 0 | 6:1   | 6      |
| 2     | Tschechien | 2   | 1 | 1 | 4:3   | 3      |
| 3     | Chile      | 2   | 0 | 2 | 0:6   | 0      |

| Datum    | Zeit  | Halle                     | Begegnung  | Begegnung | Begegnung  | Ergebnis |
| 17. Juli | 14:00 | Horst-Korber-Sportzentrum | Chile      | –         | Tschechien | 0:3      |
| 18. Juli | 17:00 | Ballsporthalle Köpenick   | Japan      | –         | Chile      | 3:0      |
| 19. Juli | 14:00 | Max-Schmeling-Halle       | Tschechien | –         | Japan      | 1:3      |

#### Gruppe C
| Platz | Nation      | Sp. | S | N | Sätze | Punkte |
| ----- | ----------- | --- | - | - | ----- | ------ |
| 1     | Polen       | 3   | 3 | 0 | 9:0   | 9      |
| 2     | Kolumbien   | 3   | 2 | 1 | 6:3   | 6      |
| 3     | Philippinen | 3   | 1 | 2 | 3:7   | 3      |
| 4     | Argentinien | 3   | 0 | 3 | 1:9   | 0      |

| Datum    | Zeit  | Halle                       | Begegnung   | Begegnung | Begegnung   | Ergebnis |
| 17. Juli | 17:00 | Horst-Korber-Sportzentrum   | Philippinen | –         | Polen       | 0:3      |
| 17. Juli | 20:00 | Horst-Korber-Sportzentrum   | Kolumbien   | –         | Argentinien | 3:0      |
| 18. Juli | 14:00 | Ballsporthalle Köpenick     | Philippinen | –         | Kolumbien   | 0:3      |
| 18. Juli | 20:00 | Max-Schmeling-Halle         | Polen       | –         | Argentinien | 3:0      |
| 19. Juli | 14:00 | Große Sporthalle Sportforum | Argentinien | –         | Philippinen | 1:3      |
| 19. Juli | 20:00 | Große Sporthalle Sportforum | Kolumbien   | –         | Polen       | 0:3      |

#### Gruppe D
| Platz | Nation             | Sp. | S | N | Sätze | Punkte |
| ----- | ------------------ | --- | - | - | ----- | ------ |
| 1     | Italien            | 3   | 3 | 0 | 9:0   | 9      |
| 2     | Deutschland        | 3   | 2 | 1 | 6:3   | 6      |
| 3     | Vereinigte Staaten | 3   | 1 | 2 | 4:6   | 3      |
| 4     | Südkorea           | 3   | 0 | 3 | 1:9   | 0      |

| Datum    | Zeit  | Halle                       | Begegnung          | Begegnung | Begegnung          | Ergebnis |
| 17. Juli | 17:00 | Große Sporthalle Sportforum | Italien            | –         | Südkorea           | 3:0      |
| 17. Juli | 20:00 | Große Sporthalle Sportforum | Deutschland        | –         | Vereinigte Staaten | 3:0      |
| 18. Juli | 17:00 | Max-Schmeling-Halle         | Deutschland        | –         | Italien            | 0:3      |
| 18. Juli | 20:00 | Ballsporthalle Köpenick     | Vereinigte Staaten | –         | Südkorea           | 3:1      |
| 19. Juli | 17:00 | Max-Schmeling-Halle         | Italien            | –         | Vereinigte Staaten | 3:0      |
| 19. Juli | 20:00 | Max-Schmeling-Halle         | Südkorea           | –         | Deutschland        | 0:3      |

### Finalrunde
| Viertelfinale                         | Viertelfinale                         | Viertelfinale                         |                                       |                                       | Halbfinale                            | Halbfinale                            | Halbfinale                            |                                       |                  | Finale           | Finale           | Finale |
|                                       |                                       |                                       |                                       |                                       |                                       |                                       |                                       |                                       |                  |                  |                  |        |
|                                       |                                       |                                       |                                       |                                       |                                       |                                       |                                       |                                       |                  | Endspiel         |                  |        |
| A1                                    | Brasilien                             | 3                                     | A1                                    | Brasilien                             | 0                                     |                                       |                                       |                                       |                  |                  |                  |        |
| C2                                    | Kolumbien                             | 0                                     |                                       |                                       | C1                                    | Polen                                 | 3                                     |                                       |                  |                  |                  |        |
| 21. Juli, 11:00 – Max-Schmeling-Halle | 21. Juli, 11:00 – Max-Schmeling-Halle | 21. Juli, 11:00 – Max-Schmeling-Halle | A1                                    | Brasilien                             | 3                                     | 24. Juli, 20:00 – Max-Schmeling-Halle | 24. Juli, 20:00 – Max-Schmeling-Halle | 24. Juli, 20:00 – Max-Schmeling-Halle |                  |                  |                  |        |
|                                       |                                       |                                       |                                       | D1                                    | Italien                               | 2                                     |                                       | Spiel um Platz 3                      | Spiel um Platz 3 | Spiel um Platz 3 |                  |        |
| D1                                    | Italien                               | 3                                     | 22. Juli, 11:00 – Max-Schmeling-Halle | 22. Juli, 11:00 – Max-Schmeling-Halle | 22. Juli, 11:00 – Max-Schmeling-Halle | D1                                    | Italien                               | 3                                     |                  |                  |                  |        |
| B2                                    | Tschechien                            | 0                                     |                                       |                                       |                                       |                                       | B1                                    | Japan                                 | 1                |                  |                  |        |
| 21. Juli, 11:00 – Max-Schmeling-Halle | 21. Juli, 11:00 – Max-Schmeling-Halle | 21. Juli, 11:00 – Max-Schmeling-Halle | 24. Juli, 17:00 – Max-Schmeling-Halle | 24. Juli, 17:00 – Max-Schmeling-Halle | 24. Juli, 17:00 – Max-Schmeling-Halle |                                       |                                       |                                       |                  |                  |                  |        |
|                                       |                                       |                                       | Spiel um Platz 5                      |                                       |                                       |                                       |                                       |                                       |                  |                  |                  |        |
| B1                                    | Japan                                 | 3                                     | B2                                    | Tschechien                            | 3                                     |                                       |                                       |                                       |                  |                  |                  |        |
| D2                                    | Deutschland                           | 0                                     |                                       | A2                                    | Chinesisch Taipeh                     | 1                                     |                                       |                                       |                  |                  |                  |        |
| 21. Juli, 14:00 – Max-Schmeling-Halle | 21. Juli, 14:00 – Max-Schmeling-Halle | 21. Juli, 14:00 – Max-Schmeling-Halle | B1                                    | Japan                                 | 0                                     | 23. Juli, 14:00 – Max-Schmeling-Halle | 23. Juli, 14:00 – Max-Schmeling-Halle | 23. Juli, 14:00 – Max-Schmeling-Halle |                  |                  |                  |        |
|                                       |                                       |                                       |                                       | C1                                    | Polen                                 | 3                                     |                                       |                                       | Spiel um Platz 7 | Spiel um Platz 7 | Spiel um Platz 7 |        |
| C1                                    | Polen                                 | 3                                     | 22. Juli, 11:00 – Max-Schmeling-Halle | 22. Juli, 11:00 – Max-Schmeling-Halle | 22. Juli, 11:00 – Max-Schmeling-Halle | C2                                    | Kolumbien                             | 0                                     |                  |                  |                  |        |
| A2                                    | Chinesisch Taipeh                     | 1                                     |                                       |                                       |                                       |                                       | D2                                    | Deutschland                           | 3                |                  |                  |        |
| 21. Juli, 14:00 – Max-Schmeling-Halle | 21. Juli, 14:00 – Max-Schmeling-Halle | 21. Juli, 14:00 – Max-Schmeling-Halle | 23. Juli, 11:00 – Max-Schmeling-Halle | 23. Juli, 11:00 – Max-Schmeling-Halle | 23. Juli, 11:00 – Max-Schmeling-Halle |                                       |                                       |                                       |                  |                  |                  |        |